# Siemianowice Śląskie
Siemianowice Śląskie ( [ɕɛmʲanɔˈvʲit͡sɛ ˈɕlɔ̃skʲɛ]IPA, slezsky Siymianowicy / Śymjanowicy [ɕɨmʲanoˈvʲit͡se], německy Siemianowitz, Laurahütte) jsou město a městský okres v jižním Polsku ve Slezském vojvodství. Leží na historickém území Horního Slezska severně od Katovic a jsou součástí dvoumilionové katovické konurbace. V samotných Siemianowicích žilo ke konci roku 2019 66 841 osob. Při posledním sčítání lidu (2011) se 29,7 % obyvatel přihlásilo ke slezské národnosti, ale většina z nich se také přihlásila k polské národnosti, takže 84,4 % obyvatel Siemianowice Śląskie se přihlásilo k polské národnosti (v Polsku můžete uvést dvě národnosti).[zdroj?]
Původní Siemianowice byly rybářskou vesnicí na okraji Bytomského knížectví, první písemná zmínka pochází z roku 1451. V roce 1836 zprovoznil Hugo Henckel von Donnersmarck jižně od vsi železárny Laurahütte, kolem nichž časem vyrostla stejnojmenná dělnická kolonie. Po rozdělení Horního Slezska roku 1922 připadly Siemianowice a Lauřina Huť Polsku a byly spojené do jedné obce, která získala městská práva v roce 1932. Po druhé světové válce se městskými částmi staly Bańgów, Bytków, Michałkowice a Przełajka.
Siemianowice jsou proslulé zejména Specializovaným centrem pro léčbu popálenin (Centrum Leczenia Oparzeń), a také Vojenskými strojírenskými závody (Wojskowe Zakłady Mechaniczne), které byly roku 2014 přejmenovány na ROSOMAK SA podle své vlajkové lodi – obrněných bojových vozidel pěchoty Rosomak. Areál bývalé Laurahütte – za socialismu Huta Jedność (Huť Jednota) – zaniklé v roce 2003 představuje v současnosti obří brownfield.